# Antonio Scaccabarozzi

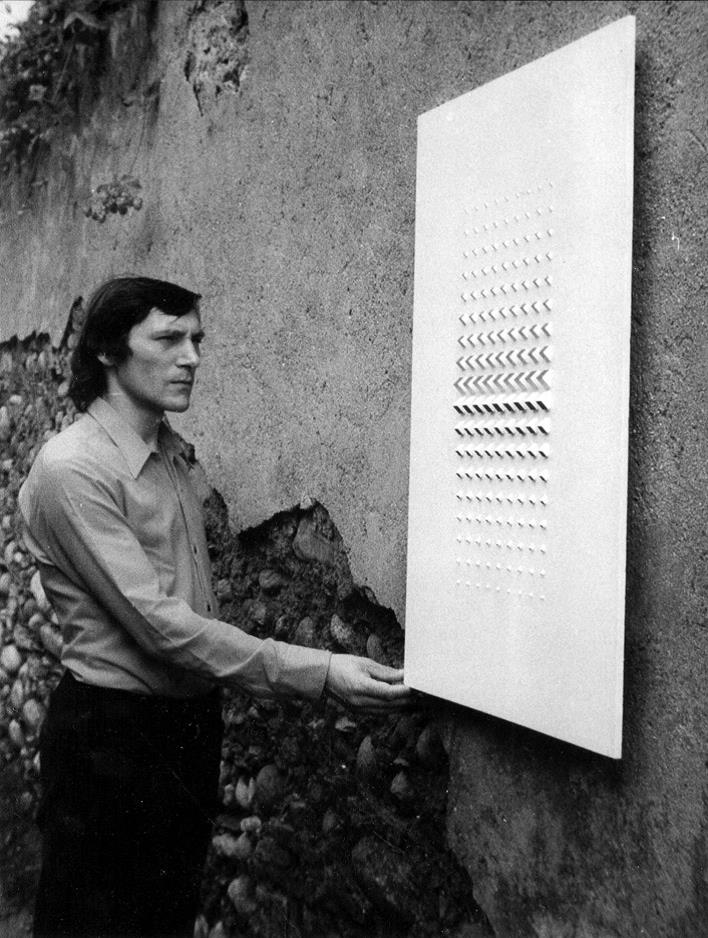
Antonio Scaccabarozzi nel 1969, accanto ad una sua Superficie Modulata

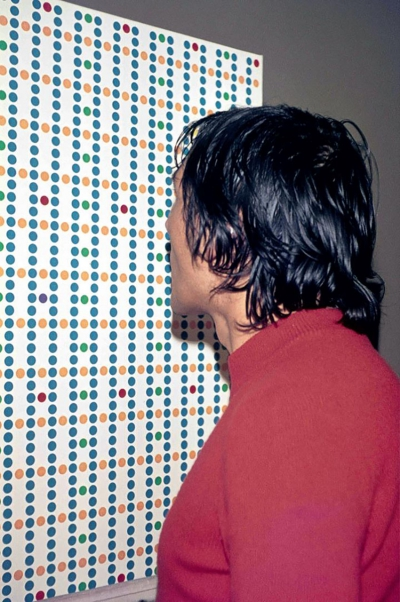
Antonio Scaccabarozzi nel 1977, di fronte ad una sua Prevalenza

Antonio Scaccabarozzi (Merate, 1936 – Colle Brianza, 18 agosto 2008) è stato un pittore italiano.

## Biografia

### La formazione
Cresciuto in una famiglia modesta, già in tenera età si avvicina all’arte grazie ad un parente pittore e alla vicinanza con la famiglia nobiliare presso cui lavora l’adorato nonno.
Nel 1951, all’età di 15 anni, inizia a lavorare come apprendista fotolitografo a Milano e nel 1954 si iscrive ai corsi serali di Pittura della Scuola Superiore d’Arte Applicata del Castello Sforzesco.                                                                                                                              Negli anni del soggiorno milanese frequenta il quartiere di Brera dove incontra artisti come Carlo Carrà, Piero Manzoni e Lucio Fontana.
Nel 1959, una volta ottenuto il diploma, si trasferisce a Parigi insieme all'amico e compagno di studi Anchise Roncato, dove i due lavorano come pittori di scena.
Durante il soggiorno parigino approfondisce la conoscenza dei linguaggi artistici del tempo e delle avanguardie storiche da cui sono influenzati i lavori di quegli anni, con particolare riferimento a Hans Arp e Fernand Léger.
Dopo Parigi si sposta a Londra, seguirà un lungo soggiorno nei Paesi Bassi e un lungo viaggio attraverso tutta la Spagna.
Nel 1965 viene allestita la sua prima mostra personale al Centro culturale Elio Agresti di Milano.
Dalla metà degli anni 1960, Scaccabarozzi inizia un ciclo di opere definito dall'artista stesso: Equilibrio statico-Dinamico;                                                                                                                                                                              questi lavori sono una rielaborazione delle istanze concretiste e dell'astrazione con riferimenti al Neoplasticismo e al Cinetismo europeo.

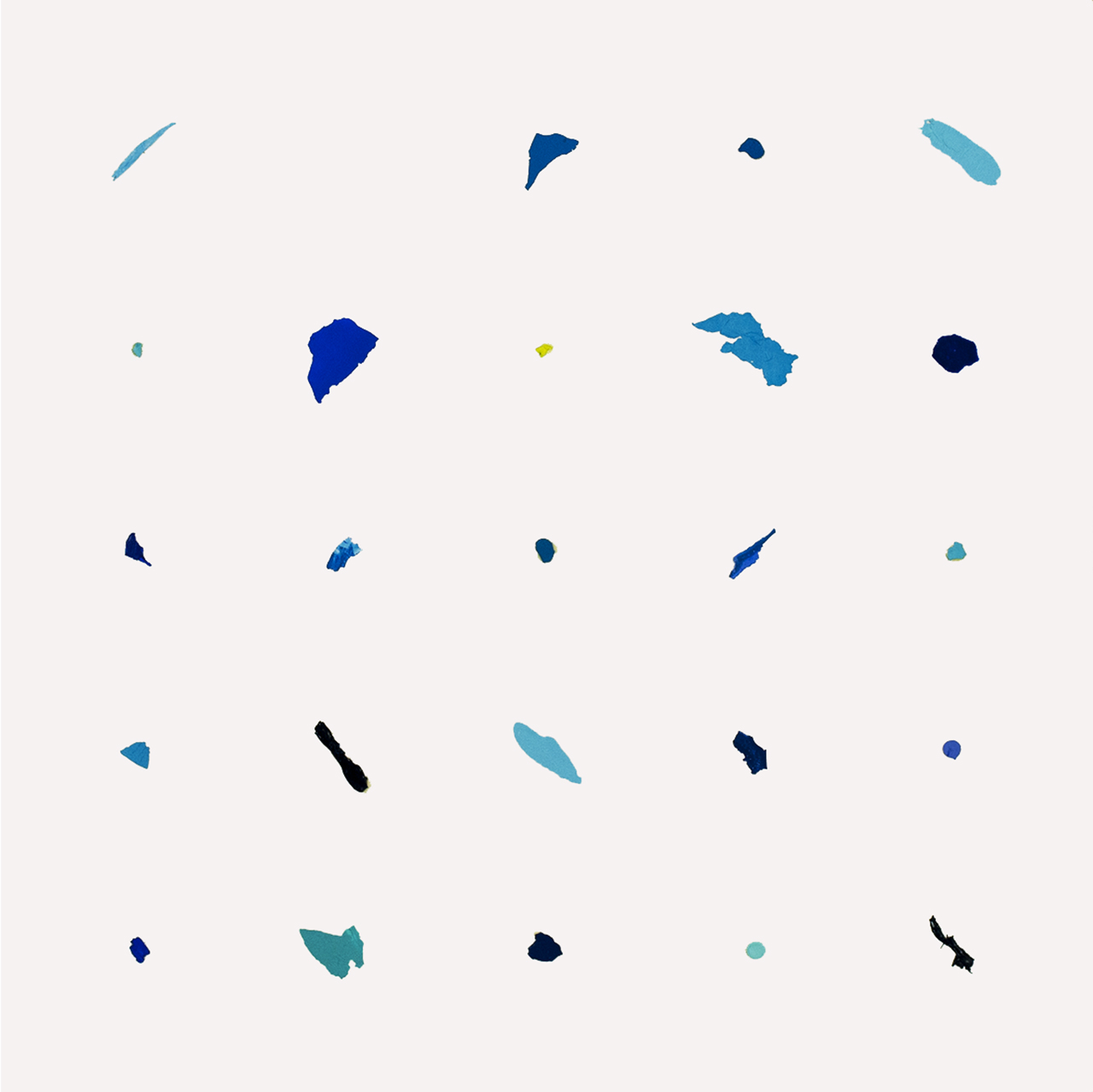
Opera Misura Distanza (Peso), in frammenti di colore, del 1982.

### Il ritorno in Italia
Una volta rientrato in Italia, si trasferisce nel Quartiere delle Botteghe di Sesto San Giovanni, con cui si confronta ed entra in dialogo con molti artisti del suo tempo, tra cui Castellani, Bonalumi, Vermi, De Filippi, Fabro e Nagasawa.
A partire dalla fine degli anni Sessanta, l'artista definisce uno stile personale basato sul rigore, che nel corso degli anni si traduce nel perseguimento della regola e nel suo necessario superamento, generando così risultati sempre originali rispetto al panorama europeo.
Nei primi anni 1970, Scaccabarozzi lavora ad una nuova tipologia di opere: i Fustellati.
Questi sono formati da una serie di elementi cilindrici ottenuti grazie ad una fustella e all'applicazione sul supporto neutro di elementi modulari emergenti o incavati, di diversa dimensione ed estensione.
I cilindri possono essere parzialmente sollevati, inclinati, orientati e colorati e sono posizionati con andamento ritmico e sequenziale rispetto al supporto stesso.

### L'approdo all'estero
Quando si trasferisce a Merate, sua città natale, incontra Antonio Calderara, grazie al quale si afferma artisticamente all'estero, soprattutto in Germania e in Svizzera.
Invece dall'incontro e dall'amicizia con Giorgio Casati nasce una galleria di respiro internazionale: lo Studio Casati.
Sempre in questo periodo nascono le Prevalenze, in questi lavori il supporto neutro si anima di "puntini" disposti secondo un preciso calcolo matematico.
Nel 1977 Scaccabarozzi con Paolo Minoli e Nato Frascà presenta alla Galleria Lorenzelli di Bergamo il gruppo Interrogazione Sistematica, con il critico Alberto Veca.
In questo periodo, tra la fine degli anni Settanta e l'inizio degli anni 1980, l'artista elabora una nuova forma di metodicità: la misurazione di tutti gli elementi della pittura (Misura/Distanza).
Nascono così lavori come Linee Quasi Rette, Distanze Reali e Distanze Rappresentate, Peso di frammenti di colore.

### La liberazione dal metodo

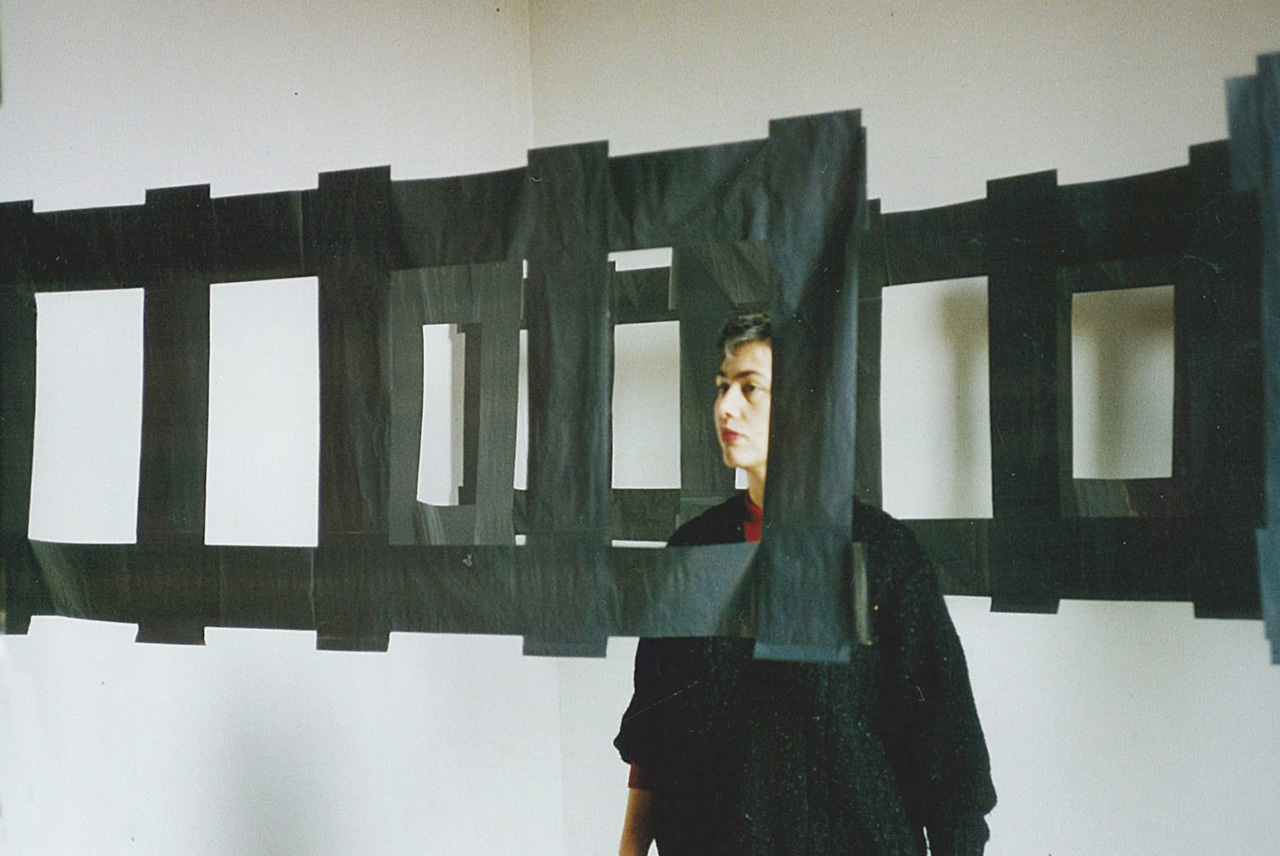
Opera Labirinto, del 1998

Basandosi sull'idea che stendere una quantità di colore sia già far pittura, nel 1982 Scaccabarozzi avvia una nuova fase della sua arte liberandosi dagli schemi e del rigore a cui era stato fino a quel tempo legato.
Seguendo questo concetto nascono le Quantità libere, ovvero quantità di colore non misurate stese su superfici di diversa natura:                                                                                                                                                                     prime tra tutte, il Polietilene, di cui l'artista rimane affascinato per le sue caratteristiche di leggerezza, trasparenza e versatilità.
Il fatto di stendere la pittura su una superficie trasparente porta l'artista a concentrarsi sul colore e così nei primi anni 1990 crea gli Essenziali.                                                                                                                                                                                                     Qui il colore diviene autoportante in quanto, unito alla colla, diventa indipendente dal supporto e può essere esposto fissandolo direttamente alle pareti con i chiodi.
Alla fine del XX secolo, torna a riflettere su ciò che per le Quantità libere era stato soltanto un supporto, trasformandolo qui nell'opera stessa: il Polietilene.                                                                                                                                                                                            I fogli colorati di polietilene sostituiscono la pittura e rendono la leggerezza, data dal fluttuare della "plastica" nello spazio, un elemento principale dell'opera.
Dal 2002 sviluppa il ciclo delle Ekleipsis, formate da due fogli di Polietilene di diverso colore, e dal 2003 quello delle Banchise in cui gioca sul "vedo-non vedo" del foglio di polietilene inferiore che viene scoperto dall'aria.
Attorto al 2005 l'artista sente il bisogno di tornare a dipingere; pensando alla sovrapposizione delle membrane utilizzata per le Ekleipsis e le Banchise, stende sottilissimi veli di un solo colore su un colore-base, così da stabilire una pellicola che assorba e diversamente diffonda la luce incidente: sono le Velature.
Nell'agosto 2008 la vita di Antonio Scaccabarozzi viene interrotta da un incidente.

## Cicli di opere
- Equilibrio statico-dinamico, 1966 - 1969
- Superfici modulate, 1968 - 1971
- Fustellati, 1972 - 1974
- Prevalenze, 1974 - 1979
- Iniezioni endotela, 1980 - 1981
- Immersioni, 1980 - 1982
- Misura/distanza/peso, 1980 - 1984
- Quantità libere, 1982 - 1990
- Essenziali, 1990 - 1995
- Barriere, 1995 - 1996
- Polietileni, 1996 - 2005
- Ekleipsis, 2002 - 2003
- Banchise, 2003 - 2005
- Velature, 2004 - 2008

## Esposizioni

### Personali
2022 - Milano, Museo del Novecento, Antonio Scaccabarozzi. Progettare Sconfinare, 4 marzo-29 maggio
2021 - Salò (Brescia), MuSa, Antonio Scaccabarozzi. Carta Canta, 18 luglio-12 settembre
2021 - Iseo (Brescia), Fondazione Arsenale, Antonio Scaccabarozzi. Acquorea, 16 Aprile- 20 Giugno
2018 - Lissone, Museo d’Arte Contemporanea, Antonio Scaccabarozzi, Vo[i]ler Couleur, 29 settembre-17 novembre
2012 - Vimercate (Monza-Brianza), HEART-spazio vivo, Antonio Scaccabarozzi. La certezza del dubbio, 22 novembre-9 dicembre
2012 - Vacciago (Novara), Fondazione Antonio Calderara, Antonio Scaccabarozzi. Variabile, 2 giugno-15 ottobre
2010 - Basel, Galerie Katharina Krohn, Hommage à Antonio Scaccabarozzi, 7 maggio-26 giugno
2009 - Casatenovo (Lecco), Villa d’Adda Mariani, Talento e Rigore, 21 marzo-25 aprile
2007 - Basel, Galerie Katharina Krohn, Antonio Scaccabarozzi. VELATURE. Giallo di Napoli, 31 maggio-30 giugno
2006 - Ceské Budejovice, Galerie Současného Umění (House of Art), Antonio Scaccabarozzi-polietilene, 20 settembre-22 ottobre
2004 - Basel, Galerie Katharina Krohn, Günther Holder-Antonio Scaccabarozzi. Arte povera?, 15 ottobre-27 novembre
2001 - Bonn, Kunsthistorisches Institut der Universität, Antonio Scaccabarozzi. Corpo dell’opera e profondità dello sguardo, 30 ottobre-16 novembre
1998 - Lecco, Torre Viscontea, Lecco Arte Festival, Antonio Scaccabarozzi-Jorrit Tornquist. Ragione-Emozione, 16 maggio-19 luglio
1995 - Badenweiler, Dr. Louise Krohn Galerie, Antonio Scaccabarozzi. Essenziali - Work in Progress, 18 marzo-25 aprile
1994 - Bergisch Gladbach, Städtische Galerie Villa Zanders, Antonio Scaccabarozzi, 9 gennaio-15 febbraio
1994 - Merate, Sala Civica Comunale, 25 Riferimenti, 9-25 aprile
1993 - Friedberg, Galerie Hoffmann, Antonio Scaccabarozzi Retrospektive 1965-1993, 11 settembre-1 dicembre
1986 - Krefeld, Galerie Hock, Antonio Scaccabarozzi-Quantità, 7 giugno-12 luglio
1986 - Bremen, Galleria Katrin Rabus, Antonio Scaccabarozzi-Quantità, 6 settembre-16 ottobre
1984 - Bern, Galerie Lydia Megert, Antonio Scaccabarozzi, 3 aprile-5 maggio
1983 - Friedberg, Galerie Hoffmann, Antonio Scaccabarozzi-Offensichtlichkeit des Maßes / Poetik der Distanz, Freie Quantitäten, 27 agosto-28 ottobre
1979 - Roma, Politecnico Arti Visive, Omologazione, Paradosso, Io / Memoria, con Nato Frascà
1978 - Bergamo, Galleria Lorenzelli, Minime Differenze, maggio-giugno
1976 - Bern, Galerie Lydia Megert, Antonio Scaccabarozzi, 6 febbraio-31 marzo
1975 - Merate, Studio Casati, Antonio Scaccabarozzi, marzo
1974 - München, Galerie Thomas Keller, Antonio Scaccabarozzi. Bilder und Zeichnungen, 7 marzo-30 aprile
1973 - Venezia, Galleria Del Cavallino, Antonio Scaccabarozzi, 13-28 febbraio
1973 - Karlsruhe, Galerie Ubu, Dadamaino Scaccabarozzi, 11 maggio-21 giugno
1973 - Köln, Galerie Reckermann, Antonio Scaccabarozzi, Bilder und Zeichnungen- S.D. Trantenroth, Skulpturen, 12 agosto-6 settembre
1973 - Bern, Galerie Lydia Megert, Antonio Scaccabarozzi, 12 ottobre-15 novembre
1971 - Hannover, Galerie Ernst, Antonio Scaccabarozzi, 10 settembre-9 ottobre
1970 - Brescia, Centro La Comune, Antonio Scaccabarozzi, 7-13 febbraio